# Indy Japan 300 de 2007
O Indy Japan 300 de 2007 foi a terceira corrida da temporada de 2007 da IndyCar Series. A corrida foi disputada no dia 21 de abril no Twin Ring Motegi, localizado na cidade de Motegi, Japão. O vencedor foi o brasileiro Tony Kanaan, da equipe Andretti-Green Racing.

## Pilotos e Equipes
| Nº | Piloto            | Equipe                   | Chassis | Motor | Pneu |
| -- | ----------------- | ------------------------ | ------- | ----- | ---- |
| 2  | Tomas Scheckter   | Vision Racing            | Dallara | Honda | F    |
| 3  | Hélio Castroneves | Team Penske              | Dallara | Honda | F    |
| 4  | Vitor Meira       | Panther Racing           | Dallara | Honda | F    |
| 5  | Sarah Fisher      | Dreyer & Reinbold Racing | Dallara | Honda | F    |
| 6  | Sam Hornish Jr.   | Team Penske              | Dallara | Honda | F    |
| 7  | Danica Patrick    | Andretti-Green Racing    | Dallara | Honda | F    |
| 8  | Scott Sharp       | Rahal Letterman Racing   | Dallara | Honda | F    |
| 9  | Scott Dixon       | Chip Ganassi Racing      | Dallara | Honda | F    |
| 10 | Dan Wheldon       | Chip Ganassi Racing      | Dallara | Honda | F    |
| 11 | Tony Kanaan       | Andretti-Green Racing    | Dallara | Honda | F    |
| 14 | Darren Manning    | A. J. Foyt Enterprises   | Dallara | Honda | F    |
| 15 | Buddy Rice        | Dreyer & Reinbold Racing | Dallara | Honda | F    |
| 17 | Jeff Simmons      | Rahal Letterman Racing   | Dallara | Honda | F    |
| 20 | Ed Carpenter      | Vision Racing            | Dallara | Honda | F    |
| 22 | A. J. Foyt IV     | Vision Racing            | Dallara | Honda | F    |
| 26 | Marco Andretti    | Andretti-Green Racing    | Dallara | Honda | F    |
| 27 | Dario Franchitti  | Andretti-Green Racing    | Dallara | Honda | F    |
| 55 | Kosuke Matsuura   | Panther Racing           | Dallara | Honda | F    |

- (R) - Rookie

## Resultados

### Treino classificatório
| 1                          | 3  | Hélio Castroneves | Team Penske              | 26.7128 | 26.6416 | 0:26.6416 |
| 2                          | 10 | Dan Wheldon       | Chip Ganassi Racing      | 26.7263 | 26.6744 | 0:26.6744 |
| 3                          | 11 | Tony Kanaan       | Andretti-Green Racing    | 26.7217 | 26.7266 | 0:26.7217 |
| 4                          | 7  | Danica Patrick    | Andretti-Green Racing    | 26.7881 | 26.8303 | 0:26.7881 |
| 5                          | 6  | Sam Hornish Jr.   | Team Penske              | 26.8495 | 27.1515 | 0:26.8495 |
| 6                          | 9  | Scott Dixon       | Chip Ganassi Racing      | 26.8839 | 26.8561 | 0:26.8561 |
| 7                          | 27 | Dario Franchitti  | Andretti-Green Racing    | 26.8600 | 26.8934 | 0:26.8600 |
| 8                          | 2  | Tomas Scheckter   | Vision Racing            | 26.8864 | 26.8773 | 0:26.8773 |
| 9                          | 55 | Kosuke Matsuura   | Panther Racing           | 26.9514 | 26.9374 | 0:26.9374 |
| 10                         | 26 | Marco Andretti    | Andretti-Green Racing    | 27.0637 | 26.9386 | 0:26.9386 |
| 11                         | 15 | Buddy Rice        | Dreyer & Reinbold Racing | 27.1504 | 26.9945 | 0:26.9945 |
| 12                         | 8  | Scott Sharp       | Rahal Letterman Racing   | 27.0467 | 27.0035 | 0:27.0035 |
| 13                         | 4  | Vitor Meira       | Panther Racing           | 27.2224 | 27.0523 | 0:27.0523 |
| 14                         | 22 | A. J. Foyt IV     | Vision Racing            | 27.2752 | 27.0757 | 0:27.0757 |
| 15                         | 5  | Sarah Fisher      | Dreyer & Reinbold Racing | 27.1551 | 27.1064 | 0:27.1064 |
| 16                         | 20 | Ed Carpenter      | Vision Racing            | 27.2321 | 27.1375 | 0:27.1375 |
| 17                         | 17 | Jeff Simmons      | Rahal Letterman Racing   | 27.6731 | 27.4175 | 0:27.4175 |
| 18                         | 14 | Darren Manning    | A. J. Foyt Enterprises   | 27.4341 | 27.6452 | 0:27.4341 |
| Relatório[ligação inativa] |    |                   |                          |         |         |           |

- (R) - Rookie

### Corrida
| Corrida - 21 de abril      | Corrida - 21 de abril | Corrida - 21 de abril | Corrida - 21 de abril    | Corrida - 21 de abril | Corrida - 21 de abril | Corrida - 21 de abril | Corrida - 21 de abril | Corrida - 21 de abril |
| Pos                        | Nº                    | Piloto                | Equipe                   | Voltas                | Tempo                 | Largada               | Voltas na Liderança   | Pontos                |
| -------------------------- | --------------------- | --------------------- | ------------------------ | --------------------- | --------------------- | --------------------- | --------------------- | --------------------- |
| 1                          | 11                    | Tony Kanaan           | Andretti-Green Racing    | 200                   | 1:52:23.2574          | 3                     | 26                    | 50                    |
| 2                          | 10                    | Dan Wheldon           | Chip Ganassi Racing      | 200                   | +0.4828               | 2                     | 126                   | 43                    |
| 3                          | 27                    | Dario Franchitti      | Andretti-Green Racing    | 200                   | +11.5538              | 7                     | 0                     | 35                    |
| 4                          | 9                     | Scott Dixon           | Chip Ganassi Racing      | 200                   | +13.0623              | 6                     | 2                     | 32                    |
| 5                          | 6                     | Sam Hornish Jr.       | Team Penske              | 199                   | +1 volta              | 5                     | 3                     | 30                    |
| 6                          | 8                     | Scott Sharp           | Rahal Letterman Racing   | 199                   | +1 volta              | 12                    | 0                     | 28                    |
| 7                          | 3                     | Hélio Castroneves     | Team Penske              | 199                   | +1 volta              | 1                     | 43                    | 26                    |
| 8                          | 17                    | Jeff Simmons          | Rahal Letterman Racing   | 199                   | +1 volta              | 17                    | 0                     | 24                    |
| 9                          | 2                     | Tomas Scheckter       | Vision Racing            | 199                   | +1 volta              | 8                     | 0                     | 22                    |
| 10                         | 15                    | Buddy Rice            | Dreyer & Reinbold Racing | 199                   | +1 volta              | 14                    | 0                     | 20                    |
| 11                         | 7                     | Danica Patrick        | Andretti-Green Racing    | 198                   | +2 voltas             | 4                     | 0                     | 19                    |
| 12                         | 14                    | Darren Manning        | A. J. Foyt Enterprises   | 198                   | +2 voltas             | 18                    | 0                     | 18                    |
| 13                         | 22                    | A. J. Foyt IV         | Vision Racing            | 197                   | +3 voltas             | 14                    | 0                     | 17                    |
| 14                         | 5                     | Sarah Fisher          | Dreyer & Reinbold Racing | 197                   | +3 voltas             | 15                    | 0                     | 16                    |
| 15                         | 20                    | Ed Carpenter          | Vision Racing            | 192                   | +8 voltas             | 16                    | 0                     | 15                    |
| 16                         | 26                    | Marco Andretti        | Andretti-Green Racing    | 134                   | Contato               | 10                    | 0                     | 14                    |
| 17                         | 4                     | Vitor Meira           | Panther Racing           | 50                    | Mecânico              | 13                    | 0                     | 13                    |
| 18                         | 55                    | Kosuke Matsuura       | Panther Racing           | 0                     | Contato               | 9                     | 0                     | 12                    |
| Relatório[ligação inativa] |                       |                       |                          |                       |                       |                       |                       |                       |

- (R) - Rookie